# Christoffer Rahm
Gustaf Christoffer Rahm, född 18 november 1977 är en svensk psykiatriker och forskare. Han är sedan 2022 chefsöverläkare på Karolinska Institutet där han även bedriver forskning som syftar till att förebygga sexuella övergrepp mot barn. Han anges vara en av få med expertkunskap inom pedofili.

## Biografi
Christoffer Rahm tog sin medicine doktorsexamen inom klinisk neurovetenskap 2013 på Karolinska Institutet. Därefter bedrev han forskning på schizofreni, depressioner och psykoser. Ungefär samtidigt mötte han en ung kvinnlig patient som varit offer för sexuella övergrepp vilket bidrog till att han ville förstå sig på och försöka behandla pedofiler.

### Forskning på pedofili
2014 påbörjade Rahm och hans forskarlag en klinisk studie mot pedofili, som var den första av sitt slag. Syftet med studien var att minska sexualdriften i det akuta läget med hjälp av ett preparat mot prostatacancer - Degarelix. Det uppdagades dock snabbt att det största problemet var att få pedofiler att självmant söka hjälp, då stigmat för pedofiler helt enkelt är för stort. Forskarlaget ger sig då in i hemliga forum på Darknet och letar. På Darknet erbjuder de, eftersom de flesta pedofilerna vill vara anonyma, en online KBT-terapi åt de som deltar. Även denna studie, var den första av sitt slag och krävde på grund av anonymiteten 160 deltagare, vilket de fick tag på. Till en början gick behandlingen ut på att ge deltagarna verktyg för att hantera sina impulser genom att hitta sätt att stå emot lusten att bege sig in på pedofilforumen. Efter 3,5 år på Darknet presenterades resultaten som påvisade att online-KBT fungerade för att minska användandet av barnpornografi. Många deltagare slutade till och med helt och hållet.
2020 presenterades studien om Degeralix som läkemedel mot pedofili. Även den visade på stora framsteg då det kunde påvisas att de 25 deltagare som fått medicinen (den andra hälften på 25 deltagare fick placebo) hade påvisat att risken för övergrepp minskats avsevärt.
2021 lämnade Sverigedemokraterna in en motion om kemisk kastrering av barnsexbrottslingar med hänvisning till Rahms studier. Rahm var kritisk till förslaget och framhöll att studien baserades på frivilligt deltagande, där tvång skulle ge ett helt annat resultat.

### Kritik
Christoffer Rahm blev till en början nekad av Etikprövningsmyndigheten som ansåg hans forskning vara alltför kontroversiell.
Han har blivit anklagad för att skydda och normalisera pedofiler, främst från anhängare till sidan Dumpen.se. Han har mottagit hot och hat eftersom han är kritisk till de uthängningar som Dumpen fokuserar på. Han menar att stigmatiseringen av pedofiler motverkar Dumpens eget syfte om att skydda barn.

### Publicering
Rahms publicering har (2024) enligt Google Scholar närmare 500 citeringar samt ett h-index på 15.